# Mary Burns
Mary Burns (29 de septiembre de 1821 - 7 de enero de 1863) fue una mujer irlandesa de clase obrera y compañera sentimental de Friedrich Engels.
Burns vivió en Salford, cerca de Mánchester, Inglaterra. Conoció a Engels durante la primera estancia de este en Mánchester, probablemente a principios en 1843. Es probable que Burns haya guiado a Engels a través de la región, mostrándole lo peor de los distritos de Salford y Mánchester para la investigación de su libro sobre la situación de la clase obrera en Inglaterra.
Mary Burns fue hija de Mary Conroy y de Michael Burns o Byrne, un trabajador de tintorería en un molino de algodón. La familia puede haber vivido en Deansgate. Mary tenía una hermana más joven de nombre Lidia (1827–1878), a quien llamaban “Lizzie", así como una sobrina llamada Mary Ellen Burns (nacida en 1859), conocida como "Pumps".
Después de conocerse alrededor de 1840, Mary Burns y Engels iniciaron una relación que duró hasta la repentina muerte de Burns a la edad de 41 años,  el 7 de enero de 1863. A pesar de que la costumbre de la época era contraer matrimonio, ambos se oponían políticamente a la institución burguesa del matrimonio y nunca se  casaron. Después de su muerte, Engels y Lizzie Burns establecieron una relación  y se casaron el 11 de septiembre de 1878, en el lecho de muerte de Lizzi.

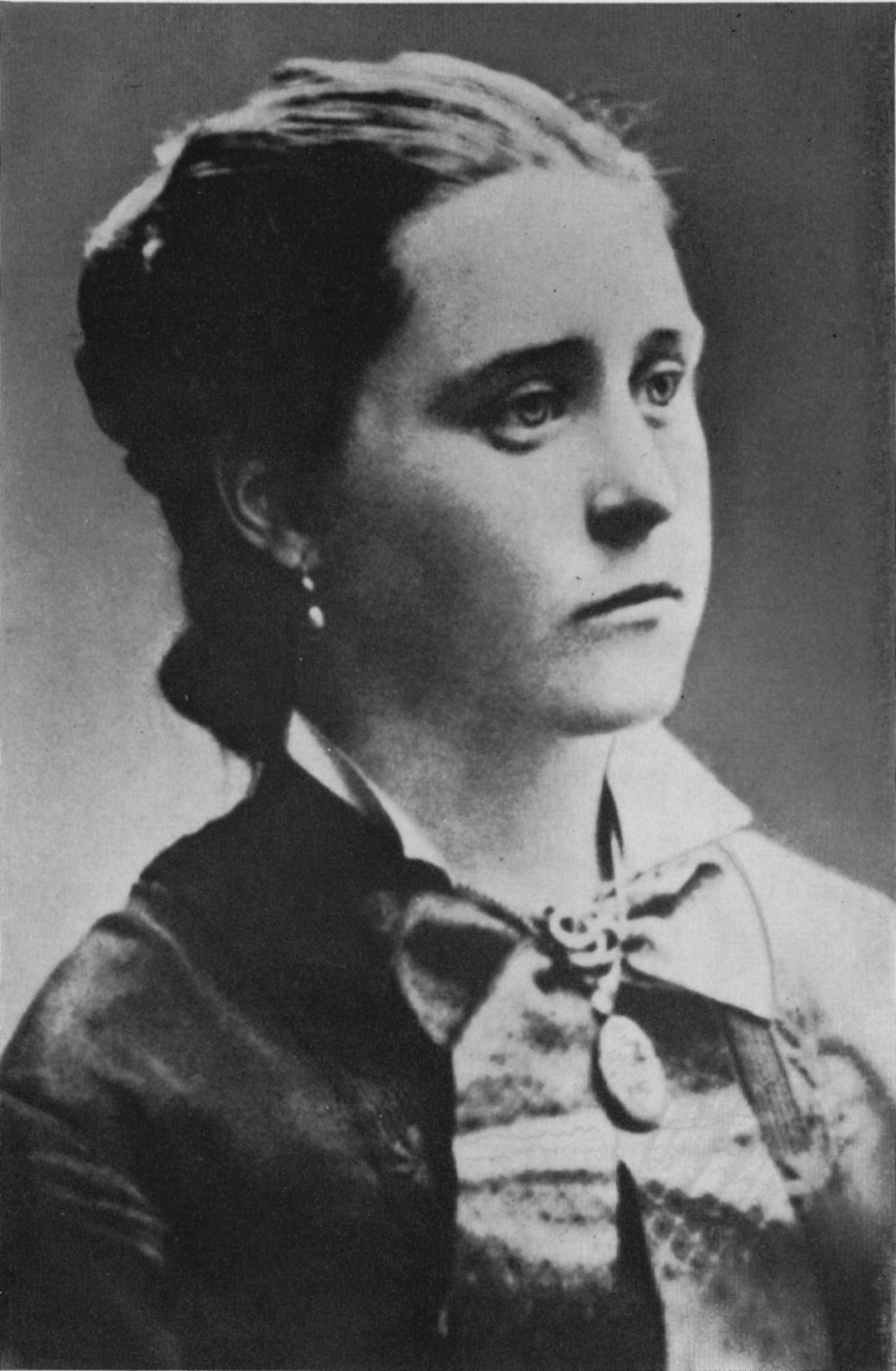
Retrato de Mary Ellen Georgina Burns (llamada Pumps, sobrina de Mary Burns).

No hay mucho escrito sobre Mary Burns. Las únicas referencias directas han sobrevivido son una carta de Marx a Engels donde el primero escribe: "era de muy buena naturaleza" e "ingeniosa", y la otra referencia se encuentra en una carta de Eleanor, hija de Marx, donde esta se expresa acerca de Mary:  "era muy bella, ingeniosa, y una chica toda ella encantadora, aunque quizás en los últimos años bebía demasiado".